# Maison d'Aimé Césaire
La maison d'Aimé Césaire est un bâtiment situé à Fort-de-France en Martinique où vécut le poète et homme politique, Aimé Césaire du début des années 1960 jusqu'à sa mort, en 2008. Elle est en ce moment[Depuis quand ?] ouverte au public pour des visites guidées.

## Historique
Il s’agit d’une villa créole située dans le quartier de Redoute, sur les hauteurs de Fort-de-France.
La demeure se compose de trois chambres, d’une zone de repas et séjour, d’un bureau, de pièces d’eau et d’une galerie périphérique.
La bibliothèque contient une multitude d’ouvrages  aux thématiques et époques variées signifiant des centres d’intérêt hétéroclites et une curiosité inlassable du poète – poésie, littérature, histoire des civilisations, sciences politiques, sciences de la vie et de la terre, philosophie, histoire…
En 1957, Suzanne et Aimé Césaire font l’acquisition de cette maison pour y accueillir leur famille.

## Maison d'écrivain
A l’initiative du maire de Fort de France, Serge Letchimy, et après le décès du chantre de la négritude en avril 2008, la maison d’Aimé Césaire a été acquise par la ville capitale.
Cette demeure est classée aux monuments historiques par arrêté du 2 décembre 2014.
Elle est retenue pour bénéficier du loto du patrimoine en mai 2018,. La maison est à l'origine d'un projet de restauration et de réhabilitation avec une mise en valeur de la pensée du poète, de sa vie et de son œuvre. 